# Samo napred...
Samo napred... je peti studijski album jugoslovenskog i srpskog rok benda  grupa.
Na albumu Samo napred... grupi se pridružio bubnjar Dragoljub Đuričić (koji je zamenio Dragana Mičića). Ovo će biti poslednji album koji snima YU grupa pre nego što je raspuštena 1981. godine. Bend će se ponovo okupiti 1987. i objaviti album Od zlata jabuka. Poznate numere su: Nešto si mi umorna i bleda i Autobus za raj, kao i na prethodnom albumu većinu tekstova je uradila Marina Tucaković. Gosti na albumu su Laza Ristovski, Aleksandra Slađana Milošević i Bebi Dol koje su pevale prateće vokale.

## Spisak pesama
1. Nešto si mi umorna i bleda 	3:49
2. Samo napred guraj, guraj 	3:46
3. Plejboj 	4:30
4. Hej, da me vidiš 	4:28
5. Pera amater 	2:57
6. Autobus za Raj 	3:49
7. Da si M.M. ili B.B. 	2:54
8. Udaj se dobro 4:40

## Postava benda
- Dragi Jelić – gitara, vokal
- Žika Jelić – bas gitara, vokal
- Bata Kostić – gitara
- Dragan Janković - klavijature
- Dragoljub Đuričić – bubnjevi

### Gosti
- Laza Ristovski - klavijature
- Slađana Milošević - prateći vokali
- Dragana Šarić (poznatija kao Bebi Dol)

## Spoljašnje veze
- Istorija YU grupe
- EX YU ROCK enciklopedija 1960-2006. ISBN 978-86-905317-1- Проверите вредност параметра |isbn=: length (помоћ)., Petar Janjatović.